# Casties-Labrande
Casties-Labrande är en kommun i departementet Haute-Garonne i regionen Occitanien i södra Frankrike. Kommunen ligger i kantonen Le Fousseret som tillhör arrondissementet Muret. År 2022 hade Casties-Labrande 95 invånare.

## Befolkningsutveckling
Antalet invånare i kommunen Casties-Labrande
Referens:INSEE